# 文星镇 (大竹县)
文星镇，是中华人民共和国四川省达州市大竹县下辖的一个乡镇级行政单位。2019年12月，撤销神合乡，将其所属行政区域划归文星镇管辖。

## 行政区划
文星镇下辖以下地区：
街道社区、大安村、莲花村、桥头村、花桥村、钟坝村、龙门村、蔡家村、复兴村、杜家村、方斗村和文星村。